# Francisco Torres (Jesuit)
Francisco Torres SJ (auch: Turrianus; * um 1509 in Herrera, Diözese Palencia; † 21. November 1584 in Rom) war ein spanischer katholischer Theologe und Jesuit.

## Leben
Nach dem Studium der Philosophie und Theologie an der Universität Alcalá trat er 1540 in den Dienst von Kardinal Giovanni Salviati in Rom. Er edierte dort Texte der griechischen Kirchenväter wie Anastasios Sinaites, Johannes von Damaskus und Leontius von Byzanz. Papst Pius IV. sandte ihn 1562 als päpstlichen Theologen auf die dritte Tagungsetappe des Konzils von Trient, wo er an den Debatten über die Eucharistie, das Messopfer, die Sakramente der Weihe und der Ehe, den Zölibat und die bischöfliche Residenz teilnahm.
Am 6. Januar 1567 trat er dem Jesuitenorden bei und wurde Professor am Kolleg des Ordens in Rom. Er schrieb Traktate über die bischöfliche Residenz, die Autorität des Papstes und die Heilige Schrift. Torres war ein produktiver Autor, der in fast allen Fragen eine strikt pro-päpstliche Haltung bezog.